# Swiss Army Man
Swiss Army Man (Un cadáver para sobrevivir en Hispanoamérica) es una película surrealista de comedia dramática y humor negro estadounidense de 2016 escrita y dirigida por Daniel Kwan y Daniel Scheinert, y protagonizada por Daniel Radcliffe, Paul Dano y Mary Elizabeth Winstead. La película no fue estrenada comercialmente en el mercado de habla hispana pero entre la crítica obtuvo una buena aceptación, elogiando la retorcida actuación de Radcliffe y su carismático y extraño personaje.

## Resumen
Hank (Paul Dano), un náufrago en una isla del Pacífico que está a punto de ahorcarse, ve llegar a la playa un cadáver (Daniel Radcliffe). Intenta reanimarlo, pero el cadáver lo mira sin dejar de soltar gases. Mientras la marea comienza a lavar el cadáver, Hank observa que sus flatulencias lo impulsan por el agua. Hank inmediatamente se sube al cadáver y va a través del océano como una moto acuática, aterrizando en una costa continental, pero lejos de la civilización.
Esa noche, los dos se refugian en una cueva durante una tormenta, y a la mañana siguiente Hank se da cuenta de que el cadáver puede ser utilizado como un pozo para almacenar agua que después puede beber. El cadáver también comienza una lenta transición al habla y la comprensión del idioma inglés, adoptando el nombre de Manny. Hank y Manny continúan su búsqueda de la civilización, usando las erecciones de Manny (alimentadas por una revista de trajes de baño que encuentran) como una brújula. Manny no recuerda nada acerca de su vida anterior, y Hank trata de enseñarle varios conceptos sobre la vida, pero las interpretaciones infantiles y desvergonzadas de Manny están en conflicto con lo que Hank considera comportamiento socialmente aceptable. En el transcurso de su viaje, Hank le enseña a Manny las alegrías de comer fuera, ir al cine y salir de fiesta, usando escenarios y juegos de rol construidos con plantas y basura que encuentran. 
Utilizando estos, Hank lleva a Manny a creer que Manny está enamorado de una mujer llamada Sarah (Mary Elizabeth Winstead), que monta en autobús sola todos los días. Manny se enamora de Sarah, y es este amor lo que lo motiva a tratar de encontrar la civilización con Hank. Él tiene una foto de ella, que tomó secretamente mientras viajaba en autobús, como fondo de pantalla en su teléfono y la sigue en redes sociales. Mientras mira las fotos, se descubre que Sarah está felizmente casada y tiene una hija. Hank se disfraza de Sarah para ayudar a Manny a aprender a hablar con las mujeres, pero terminan conectando y besándose. Tienen un momento bajo después de que Hank le cuenta a Manny que nunca conoció a Sarah durante su vida. Sintiéndose traicionado por la hipocresía de Hank y el autocontrol, Manny afirma que desea estar completamente muerto otra vez. En este momento, Hank experimenta flashes mentales extraños de imágenes surrealistas que recuerdan su viaje y sugiere que uno de los poderes de Manny es leer su mente. A pesar de la tensión entre ellos, cuando Hank es atacado por un oso, Manny se mueve por sí mismo por primera vez, arrastrándose con su amigo herido e inflamando la fogata con uno de sus pedos para asustar al oso. Hank pierde la conciencia y cuando se despierta, Manny está llevándolo a la casa de Sarah, a pesar de las protestas de Hank. Mientras Sarah está en la casa, Manny habla en el jardín con la hija de Sarah, Chrissy. Esperando que se impresione, demuestra varios de sus poderes, sin darse cuenta de que la asusta con su brújula. Sarah es alertada por el llanto de su hija y llama a la policía al ver el cadáver de Manny, ya en modo inanimado. 
Hank se recupera, pero los policías descubren las fotos de Sarah en su teléfono y se convierte en sospechoso. El padre de Hank aparece, confundiendo el cadáver de Manny con Hank cuando los paramédicos le piden que confirmara su identidad. Al ser entrevistado por las noticias locales de la televisión, sale en directo y muestra de forma delirante su gratitud hacia Manny y sus poderes mágicos. Su padre le dice que está tarado y Hank huye con el cuerpo de Manny. Mientras la policía y la televisión persiguen a Hank, descubren las estructuras que construyó, que en realidad parecen estar muy cerca de la casa de Sarah, como si hubiese estado allí algún tiempo en vez de viajar por el bosque. La policía, Sarah, su marido, su hija, un reportero, un hombre de cámara y el padre de Hank lo siguen a la playa. Acorralado, Hank deja escapar un largo gas mientras se lo lleva la policía. Poco después, ante la conmoción y horror de todos los demás, y en el caso de Chrissy, regocijo, Manny comienza a peerse violentamente y Hank lo introduce en el océano y se aleja rápidamente, impulsado por su propia flatulencia. Manny y Hank comparten una última sonrisa.

## Reparto
- Paul Dano como Hank.
- Mary Elizabeth Winstead como Sarah.
- Daniel Radcliffe como Manny.
- Timothy Eulich como Preston.
- Marika Casteel como Reportero.
- Richard Gross como Padre de Hank.
- Antonia Ribero como Chrissy.
- Aaron Marshall como Oficial de Policía.
- Andy Hull como Hombre de la cámara.

## Producción
El 29 de junio, el año 2015 Daniel Radcliffe, Mary Elizabeth Winstead y Paul Dano se unieron al reparto. Las tomas de fotografía, comenzaron el 14 de julio de 2015 y terminaron el 7 de agosto de 2015.